# Tlingit
Cet article concerne la langue tlingite. Pour le peuple tlingit, voir Tlingits.
Le tlingit (autonyme : Lingít ou Łingít, /ɬɪ̀nkɪ́tʰ/) est une langue amérindienne parlée par les Tlingits dans le Sud-Est de l'Alaska et en Colombie-Britannique, dans l'archipel Alexandre et la zone côtière avoisinante, ou encore dans le Sud-Ouest du Yukon. Il fait partie de la famille des langues na-dené, dont il constitue à lui seul une branche distincte. Le tlingit se divise grossièrement en cinq dialectes intercompréhensibles.
Durant la période 2009-2013, le recensement linguistique a enregistré 1 240 personnes de cinq ans et plus déclarant parler le tlingit aux États-Unis. En 2016, on peut ajouter 255 locuteurs au Canada.
En 2020, on dénombre environ 60 locuteurs effectifs, dont une cinquantaine de locuteurs natifs, du tlingit en Alaska, aux États-Unis.
En 2021, Statistique Canada a recensé 75 personnes dont le tlingit est la langue maternelle au Canada. La langue est en déclin et menacée de disparition.

## Phonologie

### Consonnes
Le tlingit se caractérise par une série quasi-complète de consonnes éjectives, non seulement occlusives mais aussi fricatives. En revanche, il n'existe pas d'opposition de voisement. Comme de nombreuses langues du nord-ouest de l'Amérique du Nord, le tlingit comporte très peu, voire pas de consonne bilabiales. Les consonnes sont répertoriées dans le tableau suivant, avec leur représentation dans une des orthographes tlingits employées actuellement :
|               |               | Bilabiales | Alvéolaires | Alvéolaires | Palatales | Vélaires | Vélaires   | Uvulaires | Uvulaires  | Glottales | Glottales |
| centrale      | latérale      | Bilabiales | simple      | labialisée  | Palatales | simple   | labialisée | simple    | labialisée |           |           |
| ------------- | ------------- | ---------- | ----------- | ----------- | --------- | -------- | ---------- | --------- | ---------- | --------- | --------- |
| Occlusives    | simples       |            | d [t]       |             |           | g [k]    | gw [kʷ]    | gh [q]    | ghw [qʷ]   |           |           |
| Occlusives    | aspirées      |            | t [tʰ]      |             |           | k [kʰ]   | kw [kʷʰ]   | kh [qʰ]   | khw [qʷʰ]  |           |           |
| Occlusives    | éjectives     |            | t' [tʼ]     |             |           | k' [kʼ]  | k'w [kʷʼ]  | kh' [qʼ]  | kh'w [qʷʼ] | . [ʔ]     | (.w [ʔʷ]) |
| Affriquées    | simples       |            | dz [ts]     | dl [tɬ]     | j [tʃ]    |          |            |           |            |           |           |
| Affriquées    | aspirées      |            | ts [tsʰ]    | tl [tɬʰ]    | ch [tʃʰ]  |          |            |           |            |           |           |
| Affriquées    | éjectives     |            | ts' [tsʼ]   | tl' [tɬʼ]   | ch' [tʃʼ] |          |            |           |            |           |           |
| Fricatives    | simples       |            | s [s]       | l [ɬ]       | sh [ʃ]    | x [x]    | xw [xʷ]    | xh [χ]    | xhw [χʷ]   | h [h]     | (hw [hʷ]) |
| Fricatives    | éjectives     |            | s' [sʼ]     | l' [ɬʼ]     |           | x' [xʼ]  | x'w [xʷʼ]  | xh' [χʼ]  | xh'w [χʷʼ] |           |           |
| Nasales       | Nasales       | (m [m])    | n [n]       |             |           |          |            |           |            |           |           |
| Semi-voyelles | Semi-voyelles |            |             | (ll [l])    | y [j]     | (ÿ [ɰ])  | w [w]      |           |            |           |           |

- n tend à s'assimiler au point d'articulation d'une consonne suivante.
- m est un allophone de w dans certains dialectes.
- ll est un allophone de n, aujourd'hui surtout restreint aux locuteurs les plus âgés.
- ÿ a récemment disparu du système phonologique tlingit, en se confondant avec y ou w selon l'environnement phonétique.
- .w et hw sont des phonèmes marginaux.

### Voyelles
Le tlingit comporte deux séries de voyelles, qui s'opposent par la quantité autant que par la tension.
|             | Tendues / Longues | Tendues / Longues | Tendues / Longues | Relâchées / Brèves | Relâchées / Brèves | Relâchées / Brèves |
| Antérieures | Centrales         | Postérieures      | Antérieures       | Centrales          | Postérieures       |                    |
| fermées     | ee [iː]           |                   | oo [uː]           | i [ɪ]              |                    | u [ʊ]              |
| moyennes    | ei [eː]           |                   |                   | e [ɛ]              |                    | a [ʌ]              |
| ouvertes    |                   | aa [aː]           | (aa [ɒː])         |                    | (a ɐ)              |                    |
La voyelle aa possède un allophone postérieur [ɒː] après consonne uvulaire.
Le tlingit est une langue à tons, avec deux ou trois tons selon les dialectes. Ils sont notés par l'accent aigu pour le ton haut, l'accent grave pour le ton bas des dialectes à trois tons, et l'absence de marque pour le ton moyen.

## Écriture
Le tlingit s’écrit avec l’alphabet latin, deux orthographes sont utilisées, :
1. l’orthographe du Yukon, aussi appelée orthographe de Leer, du Yukon Native Language Centre (YNLC) ou de l’Intérieur ;
2. l’orthographe de l’Alaska, aussi appelée orthographe de la Côte.

Lʼorthographe de lʼAlaska utilise notamment :
- les lettres ‹ g̱ ›, ‹ ḵ › et ‹ x̱ › au lieu des digrammes ‹ gh ›, ‹ kh › et ‹ xh › pour les consonnes uvulaires ;
- la lettre l ‹ l › au lieu de la lettre l barré ‹ ł › pour la consonne fricative latérale ;
- les voyelles longues sont notées avec des digrammes ‹ ee ›, ‹ ei ›, ‹ aa ›, ‹ oo › et le ton haut est indiqué à l’aide de l’accent aigu au lieu de l’accent aigu pour le ton haut, l’accent grave pour le ton bas long et l’accent circonflexe pour le ton haut long.

En Colombie-Britannique, la Première Nation des Tlingit de Taku River (en) et au Yukon, le Conseil des Teslin Tlingit et la Première Nation de Carcross/Tagish utilisent aujourd’hui la même orthographe que celle d’Alaska. Les documents les plus récents du YNLC utilisent aussi cette orthographe.
| a  | á  | aa | áa | ch  | ch’ | d   | dl | dz  | e   | é  |
| ei | éi | g  | gw | g̱   | g̱w  | h   | i  | í   | ee  | ée |
| j  | k  | kw | k’ | k’w | ḵ   | ḵw  | l  | l’  | m   | n  |
| s  | s’ | sh | t  | t’  | tl  | tl’ | ts | ts’ | u   | ú  |
| oo | óo | w  | x  | xw  | x’  | x’w | x̱  | x̱’  | x̱’w | y  |

## Système de numération
Le système de numération tlingit est un système quinaire.

## Statut et officialité
Depuis 2014, le tlingit est une des vingt langues autochtones co-officielles de l'État de l'Alaska aux côtés de l'anglais.

## Sources
- (en) Amanda Cardoso, James A. Crippen et Gloria Mellesmoen, « Cross-dialectal synchronic variation of a diachronic conditioned merger in Tlingit », Linguistics Vanguard, vol. 8(s5),‎ 2021, p. 519-530 (DOI 10.1515/lingvan-2021-0048)
- (en) James A. Crippen, The syntax in Tlingit verbs (thèse de Ph.D.), University of British Columbia, 2019 (lire en ligne)
- (en) James A. Crippen, « Tlingit (anti-)prominence », dans Ksenia Bogomolets et Harry van der Hulst, Word prominence in languages with complex morphologies, vol. 8(s5), Oxford, Oxford University Press, 2023 (DOI 10.1093/oso/9780198840589.001.0001), chap. 6, p. 178-218
- (en) Keri Edwards, Dictionary of Tlingit, Juneau, Sealaska Heritage Institute, 2009 (ISBN 978-0-9825786-6-7, lire en ligne)
- (en) Jeff Leer, Doug Hitch et John Ritter, Interior Tlingit noun dictionary : The dialects spoken by Tlingit elders of Carcross and Teslin, Yukon, and Atlin, British Columbia, Whitehorse, Yukon Native Language Centre, 2001 (ISBN 1-55242-227-5, lire en ligne)
- (en) X̱ʼunei Lance Twitchel, Tlingit dictionary, Juneau, University of Alaska Southeast et Goldbelt Heritage Foundation, 1er janvier 2020 (présentation en ligne, lire en ligne)
- [YNLC 2020] (en) Tlingit Alphabet, Council of Yukon First Nations, Yukon Native Language Centre, 2020 (lire en ligne)
- (en) Yukon Native Language Centre et Jeff Leer, Topics in Tlingit verb system and orthographies, Yukon Native Language Centre, 2007 (lire en ligne)